# 놈 (요정)

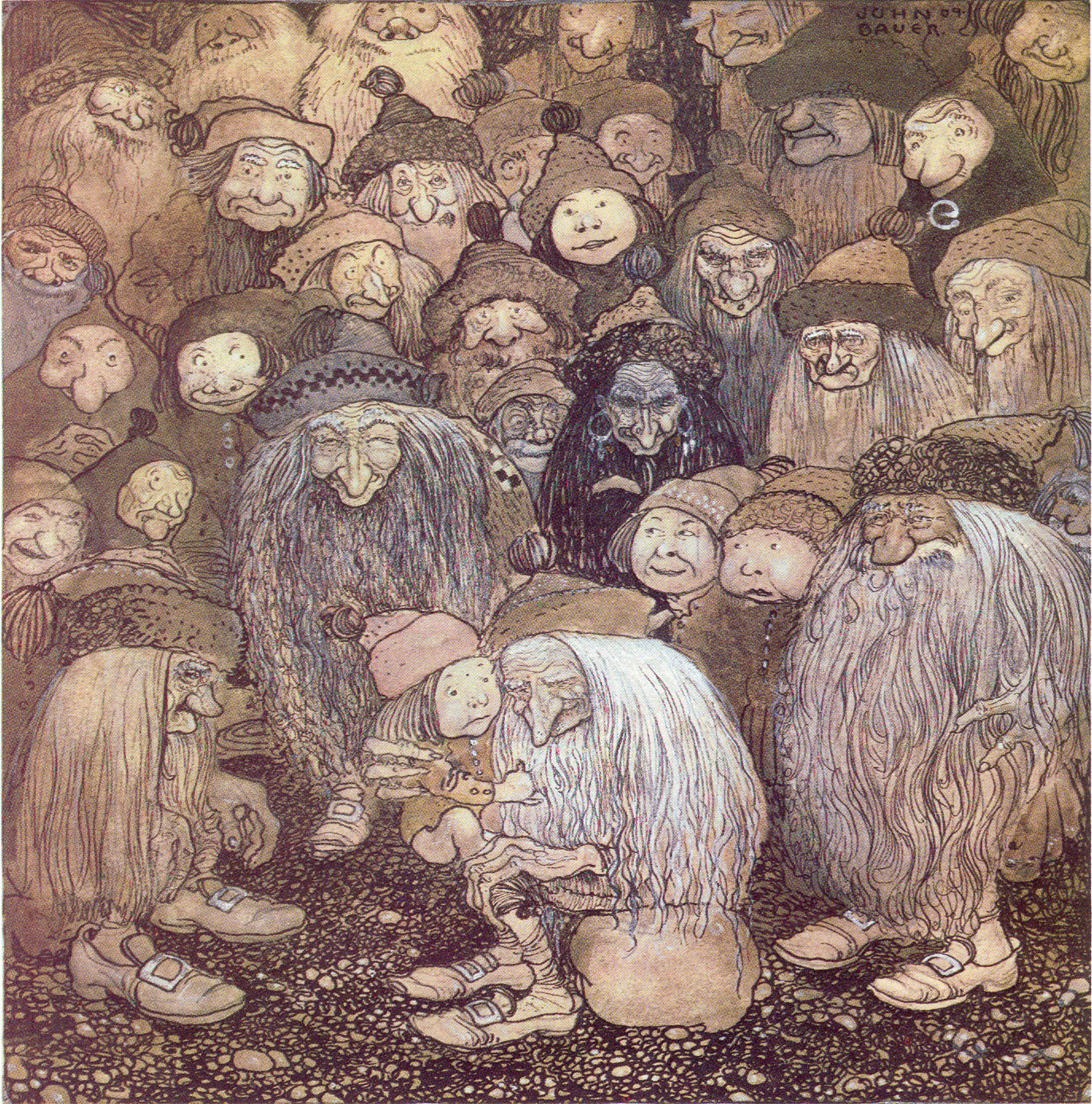

놈(Gnome)은 사대 원소 (4대 정령) 중 대지를 관장하는 정령 또는 요정(elementals)이다. 주로 땅속에서 생활하고 노인 같은 외모를 한 꼬마의 모습이나, 뾰족한 모자를 쓴 작은 남자의 모습을 하고 있다. 손재주가 뛰어나며 지성도 높다.